# Студена Колода
Студе́на Коло́да (рос. Студёная Колода, марій. Кугувол) — присілок у складі Гірськомарійського району Марій Ел, Росія. Входить до складу Пайгусовського сільського поселення.

## Населення
Населення — 57 осіб (2010; 89 у 2002).
Національний склад (станом на 2002 рік):
- гірські марійці — 98 %